# Hầm chui Trung Hòa
Hầm chui Trung Hòa là Hầm chui của Đại lộ Thăng Long ở Thủ đô Hà Nội
Hầm chui Trung Hòa là một đường hầm vượt ở Thủ đô Hà Nội, Việt Nam. Đây là một hạng mục của dự án Đại lộ Thăng Long, giúp kết nối nội thành Hà Nội với các quận huyện phía Tây Hà Nội và đi các tỉnh phía Tây như Hòa Bình, Phú Thọ. Đường hầm có tổng cộng 8 làn xe với 6 làn xe cơ giới và 2 làn xe khẩn cấp. Vào thời điểm hiện tại, công trình được xem là đường hầm hiện đại nhất Hà Nội.Hầm Trung Hòa là hạng mục giao thông quan trọng của Hà Nội. Công trình đã giúp cải thiện tình trạng ùn tắc tại khu vực Trần Duy Hưng - Phạm Hùng - Khuất Duy Tiến - Đại lộ Thăng Long.

## Phân luồng giao thông
Hầm chui Trung Hòa cho phép xe ô tô, xe mô tô lưu thông ở hầm chui Trung Hòa. Cấm xe tải ở chiều vào Trần Duy Hưng, xe thô sơ các loại và người đi bộ.Tốc độ cho phép ở hầm là 60 km/h cả 2 chiều.